# Crocodiles (альбом)
Crocodiles (с англ. — «Крокодилы») — дебютный студийный альбом британской пост-панк группы Echo & the Bunnymen, выпущенный 18 июля 1980 года на лейбле Korova. В Соединённых Штатах релиз Crocodiles состоялся 17 декабря 1980 года на лейбле Sire Records. Альбом был записан в студиях Eden в Лондоне и Rockfield близ Монмута, продюсерами Биллом Драммондом и Дэвидом Балфом, в то время как Иэн Броуди занимался продюсированием сингла «Rescue».
Crocodiles занял 17 место в чарте UK Albums Chart. «Pictures on My Wall» и «Rescue» ранее были выпущены как синглы.
Альбом получил положительные отзывы в музыкальной прессе, получив четыре из пяти звезд от таких журналов, как Rolling Stone и Blender.

## Предыстория и запись
Echo & the Bunnymen образовались в 1978 году и первоначально состояли из Иэна Маккалоха (вокал), Уилла Сержанта (соло-гитара), Леса Паттинсона (бас-гитара) и драм-машины. Они выпустили свой дебютный сингл «The Pictures on My Wall» в мае 1979 года на независимом лейбле Zoo Records. Затем группа подписала контракт с дочерним лейблом WEA Korova, и после Echo & the Bunnymen убедили нанять барабанщика. Питер де Фрейтас впоследствии присоединился к группе.
В начале 1980 года они записали свой второй сингл «Rescue», он был записан в студии Eden Studios в Лондоне и спродюсирован коллегой ливерпульца и бывшим членом группы Big in Japan Яном Броуди.
В июне 1980 года последовало британское турне, после чего группа отправилась в студию Rockfield Studios для записи своего дебютного альбома. Несмотря на разговоры о том, что американский певец Дел Шеннон был приглашен продюсировать альбом, он был спродюсирован менеджером группы Биллом Драммондом и его деловым партнером, а также клавишником группы The Teardrop Explodes Дэвидом Балфом. Запись альбома заняла всего три недели, но Паттинсон был удивлён скучным характером процесса записи: «там было много народу. Я не получил все „дроп-ины“ и немного „правок“».

## Музыка и лирика

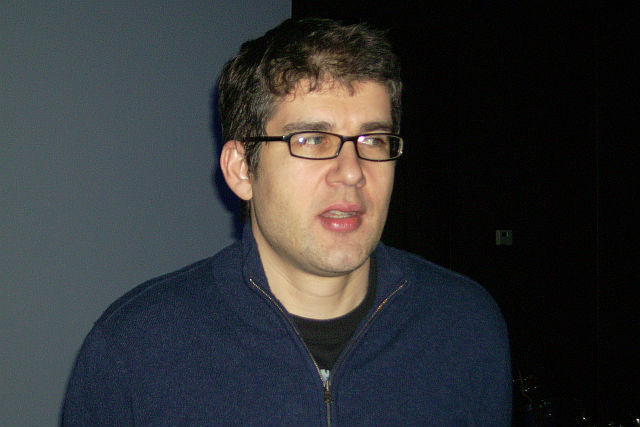
В своей книге 2005 года «Rip It Up and Start Again: Post Punk 1978—1984» британский музыкальный журналист Саймон Рейнольдс описывает звучание альбома как «урезанное и скудное».

Музыка на Crocodiles преимущественно мрачная и угрюмая: в 1980 году в британском музыкальном журнале NME тексты Маккалоха описали как «разбросанные с темами печали, ужаса и отчаяния, темы, которые усиливаются бурными животными/сексуальными образами», а в американском музыкальном журнале Creem релиз описали как «угрюмую, таинственную, захватывающую запись». В 1981 году музыкальный журналист Дэвид Фрике, рецензент журнала Rolling Stone, сказал следующее: «вместо того чтобы принимать наркотики, Маккалох сталкивается со своими худшими страхами: изоляцией, смертью и эмоциональным банкротством».
Саймон Рейнольдс в своей книге «Rip It Up and Start Again: Post Punk 1978—1984» описывает «гранитные басовые линии» Паттинсона, несущие мелодию; игру Сержанта на гитаре как «зазубренный кварц» и избегание «всего, что напоминает на соло, кроме странного кремнистого перезвона свинцовой игры»; барабанную дробь де Фрейтаса как минимальную и «нарастающую срочность»; и вокал Маккалоха как обладающий «не по годам развитым авторитетом». Рейнольдс описывает песни как укоренённые в «сомнении, тоске и отчаянии», в то время как «напряжённость и яркость их звучания передают противоречивые ощущения уверенности, энергии и эйфории». Он также описывает, как строчка «Stars are stars and they shine so hard» из песни «Stars Are Stars» показывает, что группа не чувствовала никакого смущения в своём желании быть знаменитой. В 1989 году Маккалох рассказал Рейнольдсу, как в подростковом возрасте он почувствовал, что «в небе есть большая кинокамера». Маккалох описал начальную строчку трека «Going Up» — «Ain’t thou watching my film» — как ужасную, затем он продолжил: «это должно было быть насмешкой, но именно это меня подстегнуло».

## Обложка альбома
Фотография на обложке — это одна из серии снимков, сделанных фотографом Брайаном Гриффином ночью в лесу близ Рикмансворта, в графстве Хартфордшир. На фотографиях отражены темы самоанализа, отчаяния и растерянности. Описывая фотографию на обложке, музыкальный журналист Крис Салевич сказал: «[…] The Bunnymen помещены в позы театрального отчаяния в почти невротически готическом лесу, который вызывает воспоминания об эльфийских полянах и легендарных легендах Артура». В журнале Creem писали следующее: «обложка предполагает четырёх молодых парней, ошеломлённых и запутавшихся в наркотическом сне, сюрреалистическом „где мы?“ пейзаже. Образы The Bunnymen — это одиночество, разобщённость, мир, пошедший наперекосяк».
Первоначально группа хотела, чтобы на фотографиях были запечатлены горящие колья, но, учитывая возможный подтекст связанный с Ку-клукс-кланом, вместо этого они остановились на мрачном освещении. Однако Маккалох остался доволен обложкой, сказав: «обложка […] смотрится лучше, чем Мона Лиза». Сержант был менее доволен результатом, сказав, что он «был взбешён тем, что на задней обложке была сольная фотография [Маккалоха]».
В книге Джона Хиггза «The KLF: Chaos, Magic and the Band Who Burned a Million Pounds», Билл Драммонд говорит, что разглядел лицо «Echo» — воображаемого гигантского кролика на обложке альбома.

## Выпуск
Альбом был первоначально выпущен в формате винил в Соединённом Королевстве 18 июля 1980 года лейблом Korova — дочерняя компания Warner Bros. Records. Две композиции, «Do It Clean» и «Read It in Books», были добавлены в издании на кассетах и изначально были исключены из версии альбома для винил, потому что управляющий директор Warner Bros. Роб Дикинс ошибочно подумал, что они содержат непристойности. После того, как Дикинс осознал свою ошибку, песни были включены в американскую версию альбома, которая была выпущена лейблом Sire Records 17 декабря 1980 года. Эти две песни были включены в британское издание в качестве сингла ограниченным тиражом. Альбом был впервые выпущен на компакт-диске в мае 1989 года компанией WEA в Великобритании. Также он был выпущен на компакт-диске в США лейблом Sire Records в следующем году. Списки композиций, найденные в этих версиях, были такими же, как и в оригинальных релизах на виниле для каждой страны.
Наряду с первыми пятью альбомами Echo & the Bunnymen, Crocodiles был ремастирован и переиздан на CD в 2003 году, выпущенный в качестве 25-летнего юбилейного издания, с десятью бонус-треками в британской версии и восемью в американской версии. Британская версия содержала недостающие треки «Do It Clean» и «Read It in Books». Другие бонус-треки включали такие песни, как «Simple Stuff», который был второй стороной сингла и «Rescue», а также ранние версии «Villiers Terrace», «Pride» и «Simple Stuff» с сессий записи альбома и четыре трека из EP Shine So Hard («Crocodiles», «Zimbo», «All That Jazz» и «Over the Wall»). Переизданный альбом был спродюсирован историком музыки Энди Заксом и продюсером Биллом Инглотом.
Два сингла были выпущены до выхода альбома. «Pictures on My Wall» (как «The Pictures on My Wall»), первый сингл группы, был выпущен 5 мая 1979 года. Сингл был записан до того, как де Фрейтас присоединился к группе, но песня была перезаписана для альбома с де Фрейтасом на ударных. Второй сингл группы, «Rescue», выпущенный 5 мая 1980 года, стал первой песней группы, попавшей в чарты, когда она заняла 62-е место на UK Singles Chart.
Шотландская группа Idlewild записала кавер-версию песни «Rescue» и добавила в свой сингл «These Wooden Ideas» в июне 2000 года. В конце 2001 года американский певец и автор песен Келли Штольц выпустил трибьют-альбом Crockodials, который содержал каверы на все песни с альбома Crocodiles.

## Отзывы критиков
| Оценки критиков               | Оценки критиков |
| Источник                      | Оценка          |
| ----------------------------- | --------------- |
| AllMusic                      | [ 22 ]          |
| Blender                       | [ 23 ]          |
| Entertainment Weekly          | A−              |
| The Guardian                  | [ 25 ]          |
| Pitchfork                     | 8.2/10          |
| Record Mirror                 | [ 27 ]          |
| Rolling Stone                 | [ 11 ]          |
| The Rolling Stone Album Guide | [ 28 ]          |
| Smash Hits                    | 9½/10           |
| The Village Voice             | B               |

Написав рецензию для NME в 1980 году, Крис Салевич описал альбом как «вероятно, лучший альбом британской группы в этом году». В своём обзоре альбома для Smash Hits Иэн Крэнна сказал, что альбом был «положительным доказательством того, что просто нет замены хорошей песне, исполненной с силой и эмоциями». Крэнна добавил: «группа создаёт привлекательные мелодии с мрачными и угрюмыми (но не неясными) личными текстами, которые превращаются в навязчивое прослушивание благодаря драйвовому ритму, звенящим гитарам и навязчиво эмоциональному голосу». Рецензия на альбом в 1981 году для журнала Rolling Stone, Дэвид Фрике присудил ему четыре звезды из пяти и описал вокал Маккаллоха следующими словами: «он специализируется на своего рода апокалиптической задумчивости, сочетая психосексуальные вопли в стиле Джима Моррисона, склонность к вокальным интонациям Дэвида Боуи и нигилистический лай его коллег-панков в тревожный портрет певца как молодого невротика». Далее Фрике сказал: «позади него захватывающая музыка разрастается в панихиды в стиле The Doors („Pictures on My Wall“), динамика гитары, как у PiL („Monkeys“), жутко вызывающая воспоминания поп-музыка („Rescue“) и рейверы The Yardbirds-кончающие-13th Floor Elevators, поднятые в манере новой волны („'Do It Clean“, „Crocodiles“)». Рецензируя ремастированную версию 2003 года для веб-сайта американского музыкального журнала Blender, рецензент Эндрю Харрисон также дал альбому четыре звезды из пяти и сказал: «[…] the Bunnymen были чистым нигилистическим острым ощущением, с отчаянной, похожей на мантру гитарой Уилла Сержанта, вызывающей первобытную ночь мигающих галлюцинаций».
Crocodiles достиг 17-го места в UK Albums Chart в июле 1980 года. С тех пор альбом разошёлся тиражом более 100 000 копий, и группа была награждена золотым диском за альбом 5 декабря 1984 года Британской ассоциацией производителей фонограмм. В 1993 году в NME включили альбом Crocodiles под номером 28 в свой список 50 величайших альбомов 1980-х годов. В 2006 году журнал Uncut включил альбом под номером 69 в свой список 100 величайших дебютных альбомов. Альбом также был включен в книгу «Тысяча и один музыкальный альбом, который стоит прослушать, прежде чем вы умрёте». В 2020 году, журнал Rolling Stone включил Crocodiles в свой список «80 Greatest albums of 1980», восхваляя «подобная ледяному кинжалу гитару Уилла Сержанта и потрясающий бас Леса Паттинсона, что делает „Rescue“ и „Pictures on My Wall“ идеальными приглашениями спуститься в горячую яму отчаяния Йена».

## Список композиций
Слова и музыка всех песен — группа Echo & the Bunnymen, за исключением отмеченных.
| №  | Название          | Длительность |
| -- | ----------------- | ------------ |
| 1. | «Going Up»        | 3:57         |
| 2. | «Stars Are Stars» | 2:45         |
| 3. | «Pride»           | 2:41         |
| 4. | «Monkeys»         | 2:49         |
| 5. | «Crocodiles»      | 2:49         |

| №                   | Название                                                          | Длительность |
| ------------------- | ----------------------------------------------------------------- | ------------ |
| 6.                  | «Rescue»                                                          | 4:26         |
| 7.                  | «Villiers Terrace»                                                | 2:44         |
| 8.                  | «Pictures on My Wall» (Уилл Сержант, Иэн Маккалох, Лес Паттинсон) | 2:52         |
| 9.                  | «All That Jazz»                                                   | 2:43         |
| 10.                 | «Happy Death Men»                                                 | 4:56         |
| Общая длительность: | Общая длительность:                                               | 37:03        |

- Примечание: данные композиции составляют треклист в британской версии винила и канадских кассетах

## Участники записи
| Echo & the Bunnymen - Иэн Маккалох — вокал, гитара, пианино - Уилл Сержант — соло-гитара - Лес Паттинсон — бас-гитара - Питер де Фрейтас — барабаны | Производственный персонал - Билл Драммонд — продюсер - Дэвид Балф — продюсер, клавишные - Иэн Броуди — продюсер («Pride» и «Rescue») - Ден Херш — ремастеринг - Брайан Гриффин — дизайн обложки, фотограф - Билл Батт — фотограф |